# Fritz Burschberg
Fritz Burschberg (* 1935/1936 in Bad Schwartau) ist ein ehemaliger deutscher Handballspieler.

## Werdegang
Burschberg spielte Fußball, kam im Alter von 15 Jahren zum Handball und spielte in der Jugend des VfL Bad Schwartau. Mit der Herrenmannschaft des VfL stieg der Linkshänder 1966 in die Handball-Bundesliga auf. Der beruflich als Handelsvertreter tätige Burschberg musste mit der Mannschaft 1968 den Abstieg aus der höchsten Spielklasse des Landes hinnehmen, schaffte 1969 den Wiederaufstieg, verzichtete anschließend aber aus beruflichen Gründen auf den Verbleib in Bad Schwartaus Aufgebot. Zu seinen Erfolgen als Handballspieler gehört ebenfalls der Gewinn der schleswig-holsteinischen Landesmeisterschaft im Feldhandball. Ab 1989 war Burschberg an der finanziellen Förderung des Berufshandballs beim VfL beteiligt.